# مسجد امام هادی سرخه
مسجد امام هادی سرخه مربوط به دوره قاجار است و در سمنان، محله کلان سرخه واقع شده و این اثر در تاریخ ۵ آذر ۱۳۸۰ با شمارهٔ ثبت ۴۴۳۳ به‌عنوان یکی از آثار ملی ایران به ثبت رسیده است.